# Синхроптер

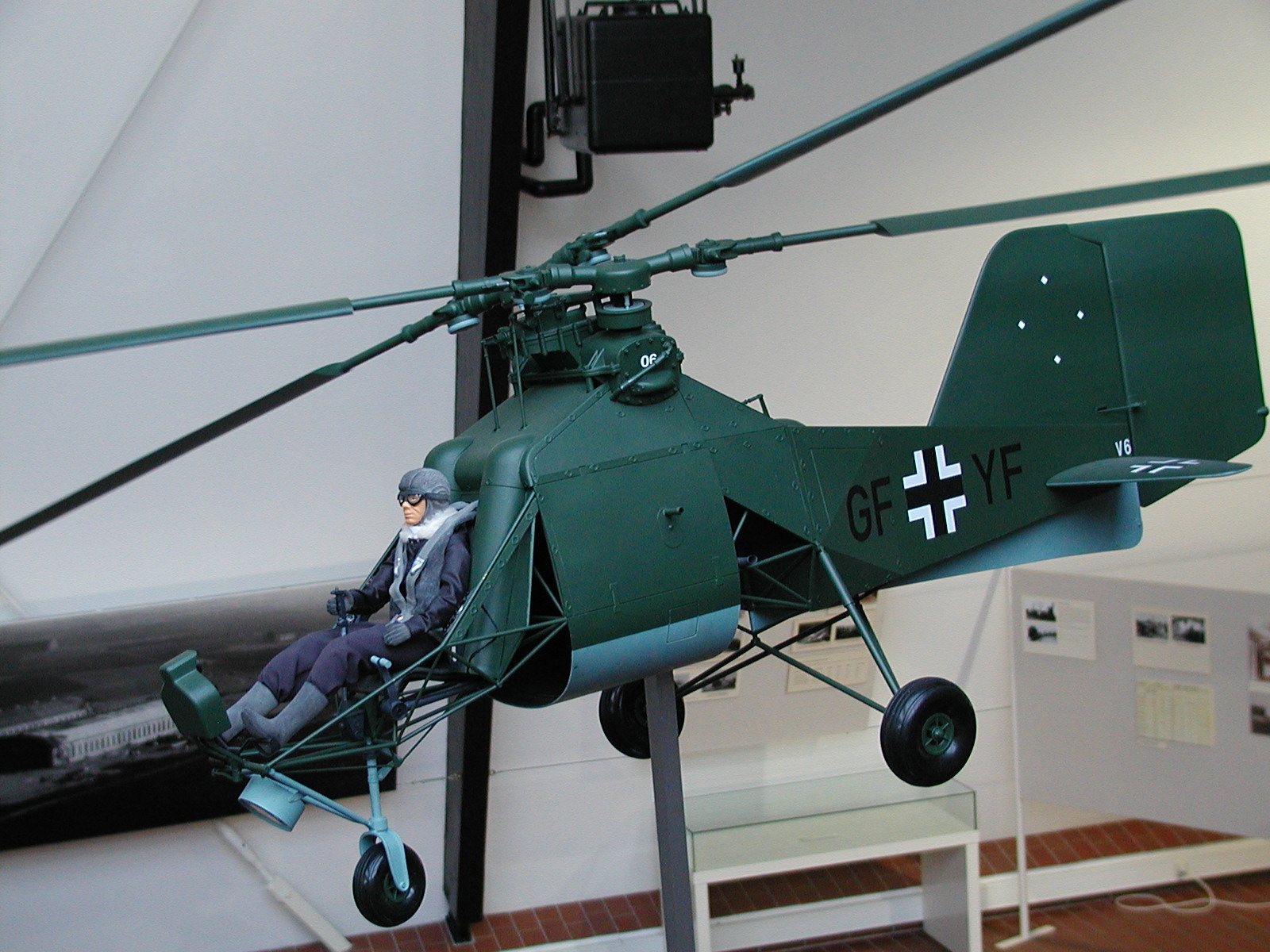
Флеттнер Fl 282 «Колибри» — один из первых вертолётов, использующих схему перекрещивающихся несущих винтов.

Синхроптер или синхрокоптер, (англ. Synchropter; Intermeshing rotor helicopter, нем. Flettner-Doppelrotor) — вертолёт двухвинтовой поперечной схемы с большим перекрытием перекрещивающихся несущих винтов.

## Конструкция
В такой схеме втулки винтов расположены на малом расстоянии — малом в сравнении с диаметром несущих винтов. 
Винты вращаются во взаимно противоположных направлениях, при этом оси вращения валов расположены под углом друг к другу, а плоскости вращения пересекаются. 
Вращение винтов синхронизировано при помощи жёсткой механической связи между их валами для гарантированного предотвращения схлёстывания — столкновения — лопастей.

## История
Схема синхроптера была разработана Антоном Флеттнером в Германии в конце 1930-х. Впервые применена в вертолёте, разработанном по заказу Кригсмарине Fl 265 (первый полёт в мае 1939 года, построено около 6 машин) и его преемнике — Fl 282 «Колибри» (октябрь 1941, примерно 24 машин).
В 1945 г. Чарльз Каман (основатель Kaman Aircraft) построил первый американский вертолёт-синхроптер Kaman K-125(на самом деле фирмой Kellett ранее был построен вертолёт Kellett XR-8). Впоследствии Kaman Aircraft выпускала серийные синхроптеры и в настоящее время является единственным серийным производителем таких вертолётов.
Послевоенные и современные образцы
- 1951—1952 — Kaman K-240
- 1959—1969 — Kaman HH-43В Huskie
- 1991 по н.в. — Kaman K-MAX

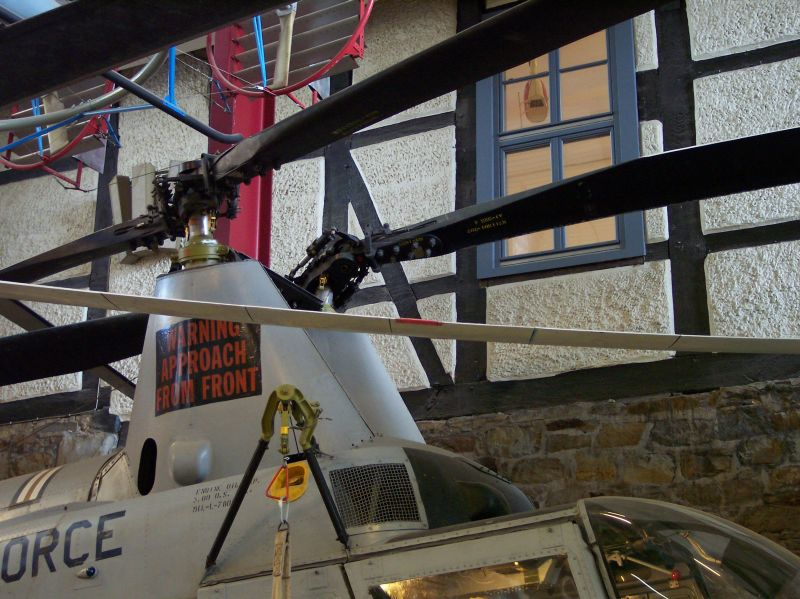
Лопасти синхроптера
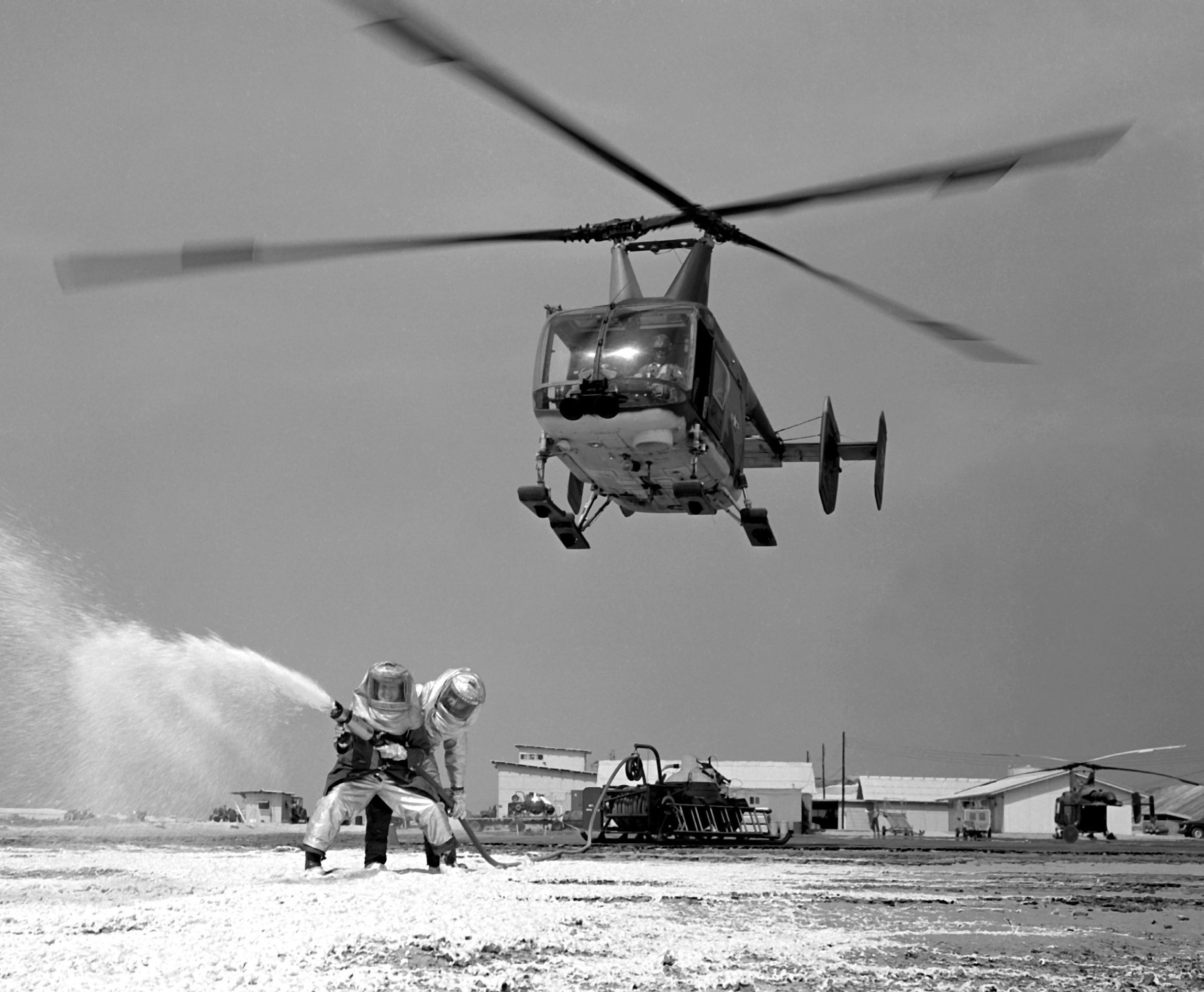
Kaman HH-43В Huskie
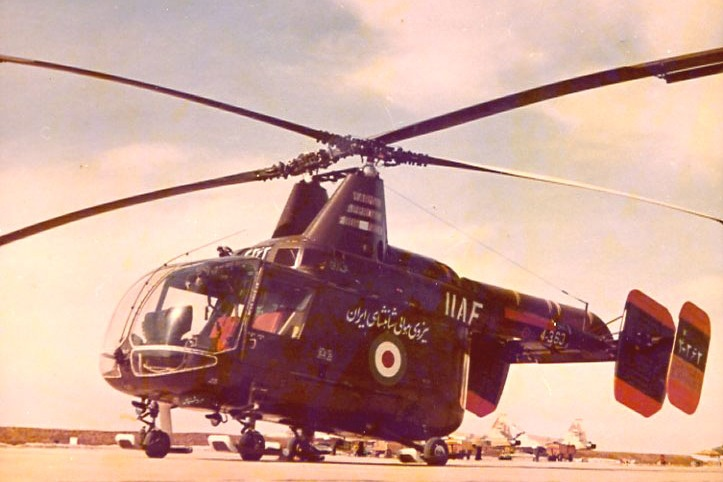
Kaman HH-43В Huskie
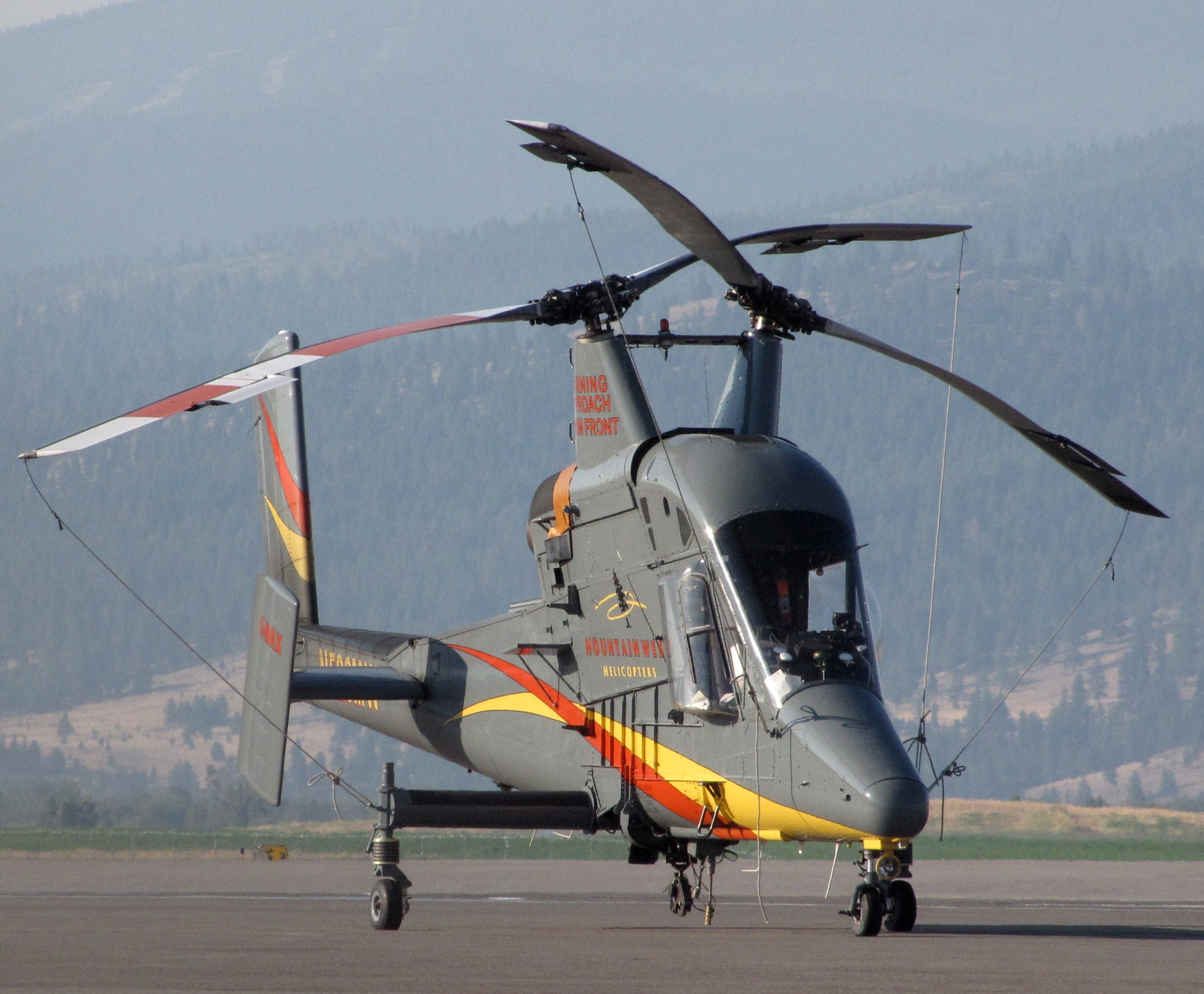
Kaman K-Max
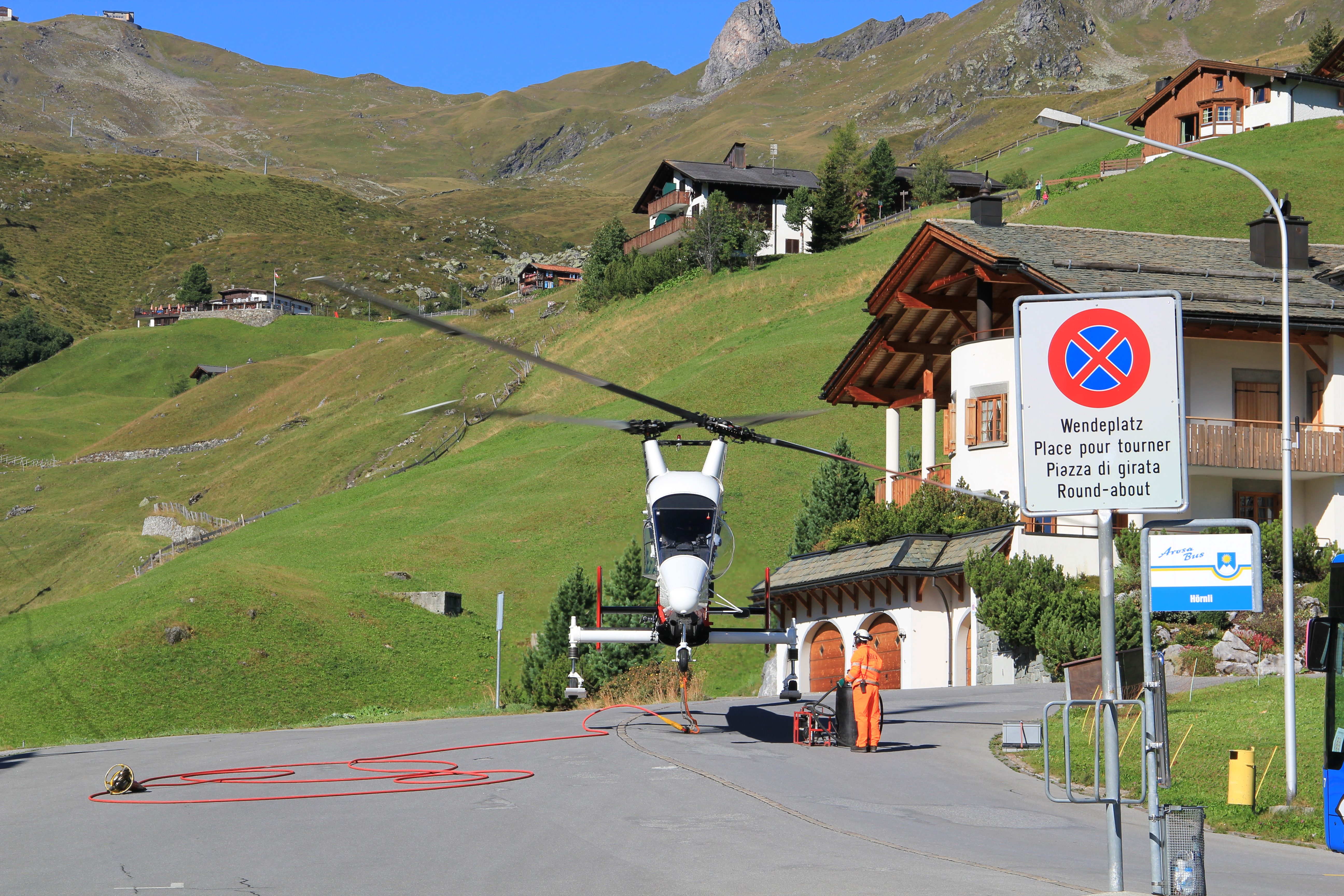
Kaman K-1200 K-Max